# عکس‌های زوندرکماندو
عکس‌های زوندرکماندو به چهار عکس تار گفته می‌شوند که به شکل پنهانی در اوت ۱۹۴۴ در درون اردوگاه کار اجباری آشویتس در لهستان تحت اشغال آلمان گرفته شدند. این عکس‌ها به همراه چند عکس مربوط به آلبوم آشویتس، تنها عکس‌هایی هستند که از وقایع اطراف اتاق‌های گاز خبر داده‌اند.
تصاویر در فاصله زمانی ۱۵–۳۰ دقیقه‌ای از یکدیگر توسط یکی از زندانیان درون آشویتس-برکناو، اردوگاه پاکسازی زیرمجموعه آشویتس، گرفته شده‌اند. این عکاس که اغلب از وی تنها با نام الکس یاد می‌شود، از جمله زندانیان یهودی از یونان و عضوی از زوندرکوماندو بود؛ زندانیانی که ناچار به کار در اتاق‌های گاز و اطراف آن می‌شدند. چندین منبع او را با نام آلبرتو اررا، از افسران نیروی دریایی یونان، شناسایی کرده‌اند.
او دو عکس از درون یکی از اتاق‌های گاز و دو عکس از بیرون آن گرفت، ولی به دلیل آنکه دوربین را نزدیک لگنش نگه داشته بود نتوانست آن را با دقت نشانه برود. مقاومت لهستان سپس توانست فیلم را درون یک لوله خمیردندان از اردوگاه قاچاق کند.
شماره عکس‌ها در بایگانی موزه ایالتی آشویتس-برکناو ۲۸۰ تا ۲۸۳ هستند. شماره‌های ۲۸۰ و ۲۸۱، که سوزاندن اجساد را در گودال‌های آتش نمایش می‌دهند، از پشت قاب سیاه درب یا پنجره اتاق گاز گرفته شده‌اند. شماره ۲۸۲ گروهی از زنان برهنه را درست پیش از ورود به اتاق گاز نشان می‌دهد. شماره ۲۸۳ تصویری از درختان است که در نتیجه نشانه‌گیری خیلی بالای عکاس است.

## زوندرکوماندو
زوندرکوماندو (به معنی «کماندوهای ویژه») در آشویتس عمدتاً زندانیان یهودی، و در برهه‌ای از زمان چند اسیر جنگی روسی، بودند که ناچار به کار در مجموعه‌های آدم‌سوزی می‌شدند؛ این مجموعه‌ها شامل Entkleidungskammer (اتاق‌های درآوردن لباس)، اتاق گاز و کوره‌های آدم‌سوزی بودند. در تابستان سال ۱۹۴۴، اردوگاه تا حدود ۱۰۰۰ زوندرکوماندو داشت که در چهار کوره آدم‌سوزی (شماره دو تا پنج)، و نیز پناهگاهی با اتاق‌های گاز اضافی که درون ساختمانی آجری کاهگلی معروف به «کاخ سفید کوچک» قرار داشت، کار می‌کردند.
پس از «گزینش» زندانیان توسط نیروهای اس‌اس به عنوان «نامناسب برای کار»، زوندرکوماندو معمولاً آنها را به اتاق درآوردن لباس می‌بردند، سپس آنها را به اتاق گاز می‌رساندند و به آنها می‌گفتند که قرار است آن‌ها را به اتاق دوش گرفتن و ضد عفونی کردن منتقل کنند. برای جلوگیری از وحشت گروه، به زندانیان قلابی شماره‌دار برای وسایل خود در اتاق درآوردن لباس داده می‌شد تا به آنها اطمینان داده شوند که بازگردانده خواهند شد.
پس از آن زوندرکوماندو اجساد را از اتاق گاز به بیرون منتقل می‌کردند، دندان‌های پرشده توسط طلا، دندان‌های مصنوعی، مو، جواهرات و عینک‌ها را برمی‌داشته و اقدام به دفع اجساد ابتدا در گورهای دسته جمعی و بعدها در کوره‌ها و گودال‌های آتش می‌کردند. آن‌ها سپس اتاق گاز را برای ورود دسته‌های بعدی تمیز می‌کردند.

## گرفتن عکس‌ها
عکاس معمولاً تنها با نام الکس، زندانی یهودی از یونان، شناخته می‌شود. چندین منبع وی را با نام آلبرتو اررا، افسری از نیروی دریایی یونان، شناسایی کرده‌اند که پس از ضربه زدن به یک افسر اس‌اس هدف گلوله قرار گرفت و کشته شد. نام رمز اررا، الکوس الکسادریدیس بود بود. اعضای دیگر زوندرکوماندو موجود در کوره آدم‌سوزی شماره پنج به تهیه و پنهان کردن دوربین کمک کردند و مراقب امور در هنگام گرفتن عکس‌ها بودند. فاینزیلبرگ، که از ژوئیه ۱۹۴۳ در کوره آدم‌سوزی شماره پنج کار می‌کرد، نحوه گرفتن عکس‌ها را اینگونه شرح داد:
روزی که عکس‌ها گرفته شدند … وظایف هر کس را به وی اختصاص دادیم. تعدادی از ما قرار بود از شخصی که عکس می‌گیرد محافظت کنیم. به عبارت دیگر، ما باید مراقب می‌بودیم که هیچ‌کسی که از این راز باخبر نبود، نزدیک نمی‌شد، و از همه مهم‌تر، نیروهای اس‌اس که در منطقه گشت می‌زدند. بالاخره آن لحظه فرا رسید. همه ما در ورودی غربی که از بیرون به اتاق گاز کوره آدم‌سوزی شماره پنج منتهی می‌شد، جمع شده بودیم: هیچ مرد اس‌اس در برج مراقبت مشرف به در از سیم خاردار، یا در نزدیکی مکانی که تصاویر باید در آن گرفته می‌شدند، دیده نمی‌شد. الکس، یهودی یونانی، سریع دوربین خود را بیرون آورد، آن را به سمت انبوهی از اجساد سوخته نشانه گرفت و دکمه را فشار داد. به همین دلیل بود که این عکس زندانیان زوندرکوماندو را نشان می‌دهد که در میان تَل [اجساد] در حال کار بودند. یکی از نیروهای اس‌اس کنار آنها ایستاده بود، اما پشت او به سوی ساختمان آدم‌سوزی بود. عکس دیگری از آن سوی ساختمان گرفته شد، جایی که زنان و مردان در میان درختان لباس‌های خود را درمی‌آوردند. آنها بخشی از دسته‌ای بودند که قرار بود در اتاق گاز کوره شماره پنج. به قتل برسند.
فاینزیلبرگ همچنین می‌گوید که دوربین شبیه یک لایکای آلمانی به نظر می‌رسید. زمولفسکی آن را در ته یک سطل پنهان کرده بود، و در حالی که الکس در حال گرفتن عکس‌ها بود، وی روی سقف مجموعه کوره آدم‌سوزی برای مراقبت از اوضاع ماند. فاینزیلبرگ تأکید کرد که، اگرچه الکس دکمه دوربین را فشار داد، اما هر پنج مرد در کنار هم در عملیات حضور داشتند و با هم عمل کرده بودند. به گفته زمولفسکی، در گفتگویی با ژان-کلود پرساک در ۱۹۸۷، این چهار عکس در فاصله ۱۵–۳۰ دقیقه‌ای از یکدیگر گرفته شدند. باور بر این است که همه عکس‌ها از همان دسته‌ای گرفته شده‌اند که پیش و پس از گازگرفتگی در عکس‌ها دیده می‌شوند. با در نظر گرفتن موقعیت درختان در عکس ۲۸۲ در مقایسه با عکس‌های هوایی، و با توجه به شهادت آلتر فاینزیلبرگ که گزارش می‌دهد این عکس و همچنین عکس ۲۸۳ از درون ساختمان گرفته شده‌اند، ایگور بارتوسیک تاریخ‌دان این فرضیه را مطرح می‌کند که این عکس‌ها از درون دهانهٔ ویژهٔ انداختن مخذن‌های حاوی سیکلون ب در اتاق گاز، واقع در ارتفاع ۲ متری سطح زمین گرفته شده‌اند؛ به ویژه که اررا قامت بلندی داشته‌است.
قاب سیاه درب یا پنجره اتاق گاز، به احتمال زیاد درب، در عکس‌های ۲۸۰ و ۲۸۱ دیده می‌شود. در عکس ۲۸۱، قطعه‌ای از عکس ۲۸۲ در سوی چپ دیده می‌شود، به این معنی که ترتیب گرفتن تصاویر با شماره‌گذاری موزه دولتی مغایرت دارد: تصاویر درآوردن لباس در جنگل، از دیدگاه زمانی، پیش از تصاویر گودال‌های سوزاندن اجساد هستند.
نوار عکس‌ها توسط مقاومت زیرزمینی لهستان به صورت قاچاق از اردوگاه خارج شد و توسط هلنا دانتون، که در غذاخوری اس‌اس کار می‌کرد، در درون یک لوله خمیر دندان پنهان شده بود. همچنین، یادداشتی به تاریخ ۴ سپتامبر ۱۹۴۴ و امضا شده با نام استاکوو، نوشته شده توسط زندانیان سیاسی یوزف چیرانکیویتس و استانیسلاو کلوجینسکی، به نوار پیوست شد. درخواست شده بود تا عکس‌ها برای «Tell»، نام رمز ترزا واسوکا-استرایخر از مقاومت زیرزمینی در کراکوف، فرستاده شوند:
فوری. این دو رول فلزی فیلم را برای [ظهور در قطع] 6x9 در سریعترین زمان ممکن ارسال کنید. امکان دارد که [این‌ها] حاوی عکس‌هایی باشند. به شما عکس‌هایی از برکناو می‌فرستم که زندانیان را در حال انتقال به اتاق‌های گاز نشان می‌دهند. یکی از عکس‌ها گودالی را نشان می‌دهد که در آن جسدها، هنگامی که همه آن‌ها را نتوانسته بودند در کوره آدم‌سوزی بسوزانند، سوزانده می‌شوند. اجساد در جلی تصویر در انتظار پرتاب شدن درون آتش هستند. تصویر دیگر یکی از مکان‌های درون جنگل را نشان می‌دهد که در آن مردم پیش از «دوش گرفتن» لباس خود را درمی‌آورند - آنگونه که به آنها گفته شده بود - و سپس به اتاق‌های گاز می‌روند. رول فیلم را با بیشترین سرعت ممکن بفرستید. عکس‌های پیوست شده را برای Tell بفرستید - به گمان ما، قطع بزرگ عکس‌ها را می‌توان بعدها فرستاد.

## در فرهنگ عامه
عکس‌های زوندرکوماندو در فیلم مجارستانی پسر شائول در سال ۲۰۱۵ مورد استناد قرار گرفتند.

## یادداشت
1. ↑  فرانچیسکا راینیگر از ید وشم می‌نویسد: «از میان میلیون‌ها عکسی که از اردوگاه‌های مرگ نازی‌ها در دست هستند، تنها چهار عکس فرایند اصلی کشتار دسته‌جمعی در اتاق‌های گاز آشویتس-برکناو را به تصویر می‌کشند.»[۲]
2. ↑  ژرژ دیدی-اوبرمان می‌نویسد: «دوربین که در ته یک سطل پنهان شده بود، به دست یک یهودی یونانی به نام الکس افتاد که امروزه نیز هنوز نام خانوادگیش را نمی‌دانیم. او در طبقه پایینی مستقر شد، در جلوی گودال‌های آدم‌سوزی، و در آنجا می‌بایست با دیگر اعضای جوخه [زوندرکوماندو] کار می‌کرد.»[۳]
3. ↑  Alekos Alexandridis